# Praemordella martynovi
Praemordella martynovi là một loài bọ cánh cứng trong họ Mordellidae. Loài này được Shchegoleva-Barovskaja miêu tả khoa học năm 1929.